# Kintyre

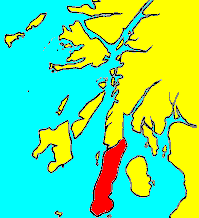
Kintyre wraz z Argyll

Kintyre (gael.: Cinn Tìre lub Ceann Tìre) – półwysep na zachodnim wybrzeżu Szkocji, na południowym zachodzie hrabstwa Argyll and Bute. Region rozciąga się na ok. 48 km, od Mull of Kintyre (znanej dzięki piosence McCartneya pod tym samym tytułem) na południu, do East Loch Tarbert na północy. Północna część półwyspu znana jest jako Knapdale.

## Linki zewnętrzne

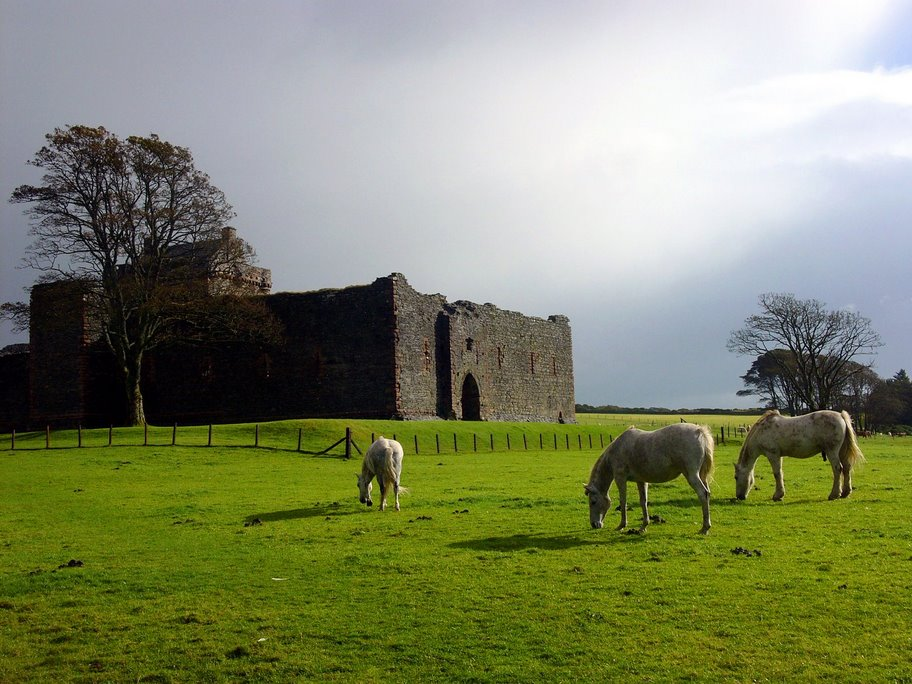
Zamek Skipness